# Krónikus
Az orvostudományban a krónikus (latinos írásmóddal: chronicus) vagy idült melléknév hosszan tartó, lassú lefolyású betegséget vagy egészségi állapotot jelöl. Az akut (heveny) szó ellentéte.
A szó számos betegség leírásának része, és ezért azok nevében is gyakran szerepel, például: krónikus limfocitás leukémia, krónikus obstruktív légúti betegség.